# イーリング・ブロードウェイ駅
イーリング・ブロードウェイ駅（英語: Ealing Broadway station）は、ロンドン西部のイーリングにあるナショナル・レールとロンドン地下鉄の駅である。
この駅に発着するナショナル・レールの列車は、グレート・ウェスタン・レールウェイおよびヒースロー・コネクトが運行を担当している。
ロンドン地下鉄は、ディストリクト線イーリング支線とセントラル線が発着し、ともに西の終着駅である。

## 概要
合計で9番線まである地上駅。駅はHaven Green (国道B455号線)に面し、ブロードウェイ(国道A4020号線)の少し北にある。
この駅はトラベルカード・ゾーン3に属する。

## 歴史
1838年4月6日、グレート・ウェスタン鉄道（GWR）は最初の区間であるパディントン駅〜タプロー駅間を開業させ、路線はイーリング・ブロードウェイ駅がある場所を通過していたが、この際には駅は設置されなかった。
イーリング・ブロードウェイ駅はそのすぐ後の同年12月1日に開業した。開業時、地域の唯一の駅であったこの駅は、当初「イーリング駅」と名付けられていた。この名は後年、現在の名称に変更された。
1879年7月1日、メトロポリタン・ディストリクト鉄道（MDR、現在のディストリクト線）がリッチモンド線のターナム・グリーン駅から分岐してこの駅まで新しい支線を開業させ、同鉄道が営業を開始した。MDRはGWRの駅の北側に、独立した駅舎および別々にプラットホームを建設した。
1883年3月1日から1885年9月30日までの短期間に終わったが、MDRの列車がGWRのウィンザー・アンド・イートン・セントラル駅へ運行した際には、MDRの列車はGWRの駅にも停車した。
ディストリクト鉄道は、1903年に都心方向からイーリング・コモン駅を経由してサウス・ハーロウ駅まで路線を電化したのに続き、1905年にはイーリング・コモン駅とこの駅との区間も電化した。イーリング・ブロードウェイ駅には1905年7月1日に最初の電車が走った。
初代のレンガ造りのMDRの駅は、1907年と1916年の間のいずれかの時期に、石造りのビルに建て替えられた。
第一次世界大戦前に、GNRはイーリングとシェパーズ・ブッシュの間に新線を建設し、ウェスト・ロンドン鉄道（現在のウェスト・ロンドン線）に接続する計画を立てた。
セントラル・ロンドン鉄道（CLR、現在のセントラル線）は、当時終点だったウッド・レーン駅（現在は廃止）から北方向にGWRの線路に合流するまで短距離の線路を延伸することで、この新線で旅客輸送をすることになった。
1920年8月3日にイーリング・ブロードウェイ駅へのCLRの列車の運行が開始された。最初は中間駅はイースト・アクトン駅だけだった。
1920年から、最初は別々の会社であったMDR（以降「ディストリクト鉄道」として知られる）およびCLRは、ロンドン地下電気鉄道 (UERL)により所有されるようになった。にもかかわらず、CLRの列車のホームはGWRとディストリクト鉄道の間に建設され、GWRの駅で営業した。
1970年代にGWRの駅は取り壊され、下層部に駅舎および店舗、上層部にオフィスが入る、コンクリート造りのビルへと再築された。新しい駅舎は全ての路線に対応し、離れていたディストリクト線の駅舎は閉鎖された。現在旧駅舎の建物は店舗となっている。
2006年7月8日、この駅で14歳の少年が、進入するディストリクト線列車に轢かれて死亡した。

## 駅の現在
複合駅には9番線までホームがある。ナショナル・レールが1〜4番線、セントラル線が5・6番線、ディストリクト線が7〜9番線である。
1・2番線は通り抜ける列車 (through trains) 用である（列車がここに止まることを意味するengineering worksが行われる場合を除く）。3番線にはロンドンを離れる（レディング、オックスフォード方面の列車が発着するのに対し、4番線にはパディントンへ向かう列車が発着する。
6・7番線はセントラル線の発着路線である。イーリング・ブロードウェイの次の駅はウェスト・アクトンである。
ディストリクト線の8・9番線は部分的に天蓋で覆われ、また1919年にエドワード・ジョンストンが馴染み深い地下鉄のマーク（地下鉄のラウンデル）をデザインする以前の、初期のsolid-disc地下鉄マークが使用されていた多くの特徴を残している。
セントラル線も天蓋を共有しているが、ナショナル・レールのホームはいくつかある待合室を除いて屋根がない。

### 運行
日中の運転パターンは以下の通り（本数は1時間あたり）。
- グレート・ウェスタン・レールウェイ
  - 6本 パディントン駅行き
    - 4本 ノンストップ
    - 2本 アクトン・メイン・ライン駅に停車

  - 2本 グリーンフォード駅（英語版）行き
  - 2本 レディング駅行き
  - 2本 オックスフォード駅（英語版）行き（一部バンベリー駅（英語版）まで運行）
- ヒースロー・コネクト
  - 2本 パディントン駅行き（ノンストップ）
  - 2本 ヒースロー・セントラル駅行き
- ロンドン地下鉄
  - ディストリクト線
    - 6本 アールズ・コート駅経由アップミンスター駅行き（ディストリクト線）

  - セントラル線
    - 3本  ニューベリー・パーク駅（英語版）経由ハイノールト駅（英語版）行き
    - 3本 ハイノールト駅経由ウッドフォード駅（英語版）行き
    - 3本 ニューベリー・パーク駅行き

## 将来
クロスレール1号線 (line 1) がこの駅への停車が予定されていて、2018年から運行開始の予定。運行にともなってネットワーク・レールによって様々な変更をする予定。
- 1番線から3番線ホームの拡張
- バリアフリー化[4]
- 切符売り場大きくし、改札を増やす
- 1-4番線ホームの東端に新しい跨線橋を接続
- 4番線に新しいひさしを建設[5][6][7]

## バス路線
ロンドンバスの65、83、112、207、226、297、427、607、E1、E2、E7、E8、E9、E10、E11系統と、ナイトバスのN7、N11、N207系統が当駅を経由する。

## 隣の駅
ロンドン交通局
ロンドン地下鉄
■セントラル線
イーリング・ブロードウェイ駅 - ウェスト・アクトン駅
■ディストリクト線
イーリング・ブロードウェイ支線
イーリング・ブロードウェイ駅 - イーリング・コモン駅
ナショナル・レール
■グレート・ウェスタン・レールウェイ
グレート・ウェスタン本線
ウェスト・イーリング駅またはサウスオール駅またはヘイズ・アンド・ハーリントン駅 - イーリング・ブロードウェイ駅 - アクトン・メイン・ライン駅またはパディントン駅
グリーンフォード支線
ウェスト・イーリング駅 - イーリング・ブロードウェイ駅 - アクトン・メイン・ライン駅または終点
■ヒースロー・コネクト
ウェスト・イーリング駅 - イーリング・ブロードウェイ駅 - ロンドン・パディントン駅
（将来）
クロスレール
■クロスレール
ライン1
ウェスト・イーリング駅 - イーリング・ブロードウェイ駅 - アクトン・メイン・ライン駅